# تایپو۳
تایپو۳ (به انگلیسی: TYPO3) یک سامانه مدیریت محتوا مبتنی بر PHP است. این برنامه یک نرم‌افزار آزاد است و تحت پروانه جی‌پی‌ال منتشر می‌شود. این برنامه را می‌توان بر روی تعدادی سرویس‌دهنده وب نظیر آپاچی و آی‌آی‌اس و همین‌طور بر روی چندین سیستم‌عامل مختلف از جمله لینوکس، ویندوز، فری‌بی‌اس‌دی، مک اواس ده و اواس/۲ اجرا کرد.
در کنار دروپال، جوملا! و وردپرس، TYPO3 از جمله پراستفاده‌ترین سامانه‌های مدیریت محتوای آزاد است، با این حال این برنامه در اروپا و خصوصاً کشورهای آلمانی‌زبان، بیش از سایر نقاط دنیا شهرت دارد.
این برنامه بسیار انعطاف‌پذیر است و می‌توان آن را با توابع جدید و بدون نوشتن کد گسترش داد. این برنامه تا کنون به بیش از ۵۰ زبان ترجمه شده و از یک سیستم محلی‌سازی توکار بهره‌مند است.